# 三重・菰野町少年主婦刺殺事件
三重・菰野町少年主婦刺殺事件（みえ・こものちょうしょうねんしゅふしさつじけん）は、1997年（平成9年）3月22日に三重県三重郡菰野町で発生した当時14歳の未成年者による強盗殺人事件である。

## 事件の経緯
1997年（平成9年）3月22日、三重県三重郡菰野町の湯の山温泉ふもとの閑静な住宅街で、ゴルフ場支配人の妻である主婦（当時51歳）が包丁で刺され、頭から血を流して倒れているのを近所の人が発見し、110番通報。通報を受けて四日市西署員が駆けつけたところ、主婦は右側頭部から血を流してあおむけに倒れており、すでに死亡していた。三重県警刑事部捜査第一課と四日市西署は殺人事件と見て捜査を開始した。翌日夜、事件直後に｢男に手を切られた｣ と証言していた隣家に住む中学2年生の少年（当時14歳）を殺人容疑で逮捕した。
同署は22日夜から、少年から任意で事情を聞いていたが、少年は事件後、手の甲に全治約3週間の切り傷を負っており、捜査員に、｢悲鳴が聞こえたので、駆け付けようとしたところ、路上で逃げる男にでくわして、男に右手を包丁で切られた」と語った。しかし、証言に矛盾点があったことや少年の靴に血痕が付着していたことなどから詳しく追及したところ、23日午後になって殺害を供述。 ｢男に手を切られた｣ との証言も嘘だったことを認めた。
犯行動機について少年はマンガ本などを買う小遣いが欲しかったためと供述。小遣いを得るために留守宅に1階の窓ガラスを割って侵入し、室内を物色中に主婦が帰宅したため、台所にあった包丁で頭や背中など数カ所を刺し、鈍器で殴るなどして殺害した。

## 少年の処遇
1997年（平成9年）4月3日、津地検四日市支部は少年事件では異例となる拘置延長を請求、四日市簡裁は再拘置を認めた。
1997年（平成9年）4月11日、津地検四日市支部は少年を強盗殺人罪で津家裁四日市支部に送致した。
1997年（平成9年）5月8日、津家裁四日市支部（中吉徹郎裁判官）で少年審判が開かれ、裁判官は「非行の態様、少年の資質、性格上の問題点、生活環境、反省状況などを総合的に考慮した」として初等少年院送致とする決定を出した。

## 少年の人物像
少年は1995年（平成7年）に奈良市の小学校を卒業後、三重県の私立中学校に進学した。自宅周辺の友達は少なく、クラスでは目立たない存在であった。中学校での成績は入学時から常に中位を維持する一方、学習塾では成績が振るわず、授業も休みがちだった。中学校の教頭は「教育熱心な家庭であったようで、そのプレッシャーがあったのでは」と指摘した。
中学校の担任女性教師は、ごく普通の生徒で、ものにこだわらない子と見ており、非行の兆候を感じさせたことはなかったという。